# Гавейс, Хью Реджинальд
Хью Реджинальд Гавейс (англ. Hugh Reginald Haweis; 3 апреля 1838, Эгам, графство Суррей, Англия — 29 января 1901) — британский англиканский церковный деятель и писатель.

## Биография
Сын священника.

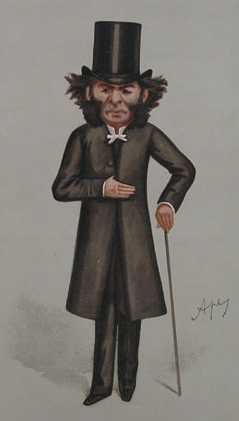
Карикатура на преподобного Х. Гавейса работы Карло Пеллегрини

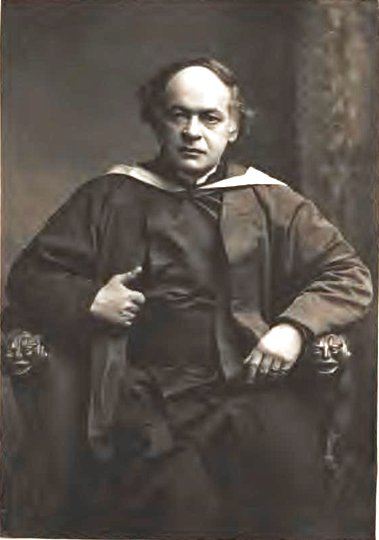
Портрет Х. Гавейса. 1897 г.

Получил образование в Тринити-колледже в Кембридже (1860). Совершил путешествие по Италии и в 1860 участвовал в итальянской войне за независимость, воевал на стороне Гарибальди.
По возвращении в Англию, был рукоположен в священнический сан и занимал различные церковные должности в Лондоне, став в 1866 году викарием в церкви Сент-Джеймс в Марилебоне. Его нетрадиционные методы ведения службы, в сочетании с очень низким ростом и живой манерой общения, вскоре привлекли людей многих конгрегаций.
C 1868 года редактировал иллюстрированный журнал «Cassell’s Magazine».
Много путешествовал за границей. Читал лекции в Бостоне в 1885 году, в 1893 году представлял англиканскую церковь в Чикаго в Парламенте религий.
В качестве преемника Фредерика Денисона Мориса продолжал дело организации широкоцерковной партии (Broad Church).

## Творчество
Увлекался музыкой, написал несколько книг о скрипках и церковных колоколах. Его самая известная книга «Music and morals» («Музыка и мораль», 1871) выдержала до конца XIX века шестнадцать изданий.
Он автор пятитомной популярной истории церкви «Christ and Christianity» («Христос и христианство», 1886—1887), а также «Travel and Talk» (Путешествия и беседы, 1896) и ряда других развлекательных книг.
Книга «My musical life» («Моя музыкальная жизнь», 1888) представляет собой биографию его карьеры и духовных пристрастий в музыке, отслеживает возникновение любви к музыке, рассказы о его встречах с Рихардом Вагнером, горячим поклонником которого он был, и Ференцем Листом.

## Избранные произведения
- «Amy Arnold» (1871);
- «Music and morals» (1871);
- «Thoughts for the times» (1881);
- «My musical life» (1888)